# روجر آدامز
روجر آدامز (بالإنجليزية: Roger Adams)‏ (و. 1681 – 1741 م) هو ناشر، من إنجلترا، ولد في تشستر، توفي في تشستر، عن عمر يناهز 60 عاماً.